# Origin of Symmetry
Origin of Symmetry —en español: El origen de la simetría— es el segundo álbum de estudio de la banda británica de rock, Muse, lanzado el 18 de junio de 2001 a través de Mushroom Records y Taste Media.

## Composición
Origin of Symmetry marca un claro avance musical con respecto a su predecesor, Showbiz. Si el álbum debut insinuaba lo que Muse podía hacer, Origin of Symmetry representa una manifestación completa de todas sus virtudes. El álbum se caracteriza por ser considerablemente más oscuro y pesado, con una mayor presencia de riffs y distorsión tanto en las guitarras como en el bajo. La idea detrás de este disco era la de crear una obra de rock progresivo que exhibiera el lado más heavy, enérgico y excéntrico de Muse, faceta que hasta entonces solo se apreciaba en sus actuaciones en vivo. 
El disco explora en mayor profundidad algunas de las temáticas ya vistas en Showbiz, como la ansiedad y el miedo al futuro de la tecnología o a la pérdida del control por parte del individuo. El nombre del álbum está inspirados por el concepto de supersimetría del libro Hyperspace del físico teórico Micho Kaku. Bellamy explicó que «todo el mundo habla sobre el origen de la vida, pero ahora vamos a comenzar a buscar el origen de la simetría; hay cierta estabilidad en el Universo y adivinar de dónde se origina sería como averiguar si Dios existe». A partir de estos años, el interés de Bellamy por la astronomía comienza a manifestarse en algunos de los títulos de canciones y letras de la banda («Space Dementia», «Dead Star», «Shrinking Universe»...).
Aun así, el disco trata diversas temáticas. «Bliss» es una oda a la pureza y a la inocencia presente en la infancia. Las canciones más personales del álbum tratan sobre el desamor y la obsesión («Hyper Music», «Darkshines» y «Space Dementia», un homenaje al ruso Sergei Rajmáninov). «Citizen Erased» es la piedra angular del álbum. Se trata de una canción multisección de rock progresivo de 7 minutos y 21 segundos, en los cuales Bellamy habla sobre sus primeras experiencias con los medios y la angustia de ser constantemente cuestionado sobre cuestiones importantes. «No tengo las respuestas, y tengo que responder con el conocimiento que he obtenido hasta ahora. El problema está en que mis respuestas son publicadas, y luego otra cosa sucederá que hará que esté en desacuerdo con lo que acabo de decir.» A pesar de no ser lanzada como sencillo, «Citizen Erased» entró a la lista de UK Singles Chart y se convirtió en un clásico entre los fanáticos de la banda. «Megalomania», a menudo interpretada como una crítica al cristianismo, es una canción de naturaleza existencialista en la que la banda se pregunta cuál es el sentido de la vida, por qué deberíamos luchar por entrar al Paraíso y por qué deberíamos seguir reproduciéndonos. La canción incluye el órgano de iglesia de St Mary's church de Bath. Para poder tocar el órgano, Bellamy tuvo que inventarse una versión alternativa con una letra feliz, pues el cura quería asegurarse de que no fueran adoradores del Diablo. En «Micro Cuts» podemos comenzar a entrever algunos rasgos paranoides de Bellamy, los cuales aparecerían con más fuerza en trabajos futuros («Esto se deriva de alucinaciones que tuve de cuchillas triangulares cortando en la parte posterior de mi cabeza. Es una sensación de que la información se está infiltrando en tu cerebro. Había visto un programa de televisión sobre la guerra psicológica y cómo el gobierno podría estar controlándonos usando un tipo de radiación, enviando pulsos a nuestros cerebros. Entonces, los micro cortes son cortes en tu ser que no puedes ver ni evitar»). Finalmente, el álbum incluye una versión de «Feeling Good», debido a que la novia de Matt era muy fan de Nina Simone.
Al ser su segundo disco, John Leckie quiso empujar a la banda a explorar territorio desconocido en forma de ideas experimentales. De aquí salió la idea para utilizar nuevos instrumentos de percusión como huesos de animales, uñas de lamas o el balafón. Además, durante gran parte de la grabación la banda se encontraba bajo los efectos de alucinógenos, siendo «Plug in Baby» compuesta en su totalidad bajo estos efectos, por lo que aún a día de hoy, la banda desconoce sobre qué trata la canción. 

## Grabación
Tras la gira de presentación de su primer álbum, Showbiz, Muse grabaron varios temas nuevos junto al productor David Bottrill, como «Plug In Baby», «Bliss», «New Born» y «Darkshines». Estos temas formaban ya el núcleo central para un nuevo álbum. Para las grabaciones, los miembros de la banda grabaron juntos, como si de un directo se tratara. Tras la marcha de Bottrill a otro proyecto, Muse contrataron nuevamente a John Leckie, productor de su álbum debut. Junto a él, terminaron el resto de grabaciones en Sawmills Studios, en Fowey, Reino Unido y en el Estudio Ridge Farm de Surrey. También hicieron alguna grabación en el Astoria, el estudio de David Gilmour en su casa flotante en el río Támesis.
Para este trabajo, Bellamy utilizó una guitarra Manson personalizada equipada con Fuzz Factory, un efecto de distorsión fuzz. Desde ese momento, los efectos de distorsión se convirtieron en un sello de identidad de la banda.
Los sencillos del álbum fueron "Plug in Baby", "New Born", "Bliss" e "Hyper Music/Feeling Good". 

## Problemas con la discográfica
Maverick, que había lanzado Showbiz en Estados Unidos, pidió a la banda que cambiaran el orden de algunas canciones y que eliminaran los falsettos de «Plug in Baby», pues creían que obstaculizaba su posibilidad de ser puesta en la radio. Muse se negó a este cambio por comprometer su integridad artística. Maverick trató de editar la canción para hacerla más popera y comercial, pero Muse siguió negándose. Debido a este conflicto, Maverick canceló el lanzamiento de Origin of Symmetry en los Estados Unidos. El disco no fue lanzado en EE. UU. hasta 2005 después de que Muse firmara con Warner Bros. Records tras el éxito comercial de Absolution. Como consecuencia, «Plug in Baby», considerada la canción más emblemática de la banda por su rareza y por incluir el que es considerado el mejor riff de los 2000, nunca llegó a tener la popularidad que sí tuvieron otros sencillos futuros.

## Recepción
Origin of Symmetry fue un éxito comercial y un trabajo ampliamente alabado por la crítica musical en el Reino Unido, alcanzando el número 3 en la lista de álbumes del Reino Unido. BBC Music escribió que Origin of Symmetry muestra a una banda «con la determinación y ambición desenfrenada de crear una maravilla independiente que no solo despierta a los fantasmas y clichés del pasado pomposo del prog, sino que también añade completamente su propia voz». En la edición de febrero de 2006 de la revista Q, Origin of Symmetry fue ubicado en el puesto n.º 74 de la encuesta sobre los mejores discos de todos los tiempos, mientras que sus lectores lo votaron como el vigesimoctavo mejor álbum británico de la historia. Por su parte, Kerrang! lo nombró el noveno mejor álbum del año. El sitio BestEverAllums coloca «Origin of Symmetry» en la posición 37 de los mejores álbumes de la década del 2000, el vigésimo álbum de rock británico de la historia y el decimotercer mejor álbum del siglo XXI.
Nestlé utilizó la canción «Feeling Good» en un anuncio sin pedir permiso a la banda. La compañía fue forzada a retirarlo y a pagar a la banda 500.000 libras esterlinas en concepto de daños, los cuales fueron donados a Oxfam. 
En agosto de 2011, Muse celebró el décimo aniversario del álbum tocándolo al completo durante el festival de Reading and Leeds. Por su vigésimo aniversario se lanzó una edición especial remasterizada llamada Origin of Symmetry: XX Anniversary RemiXX con versiones diferentes de algunas canciones, como «Space Dementia», «Micro Cuts» y «Megalomania».
Origin of Symmetry es un disco muy amado por los fanáticos de la banda, considerándolo muchos el mejor disco del trío británico hasta el momento.
Hasta el año 2018, Origin of Symmetry ha vendido más de 2 millones de copias en todo el mundo.

## Lista de canciones
Todas las canciones escritas y compuestas por Matt Bellamy, excepto «Feeling Good» por Leslie Bricusse y Anthony Newley.
| Edición estándar |                  |          |  |
| N.º              | Título           | Duración |  |
| 1.               | «New Born»       | 6:03     |  |
| 2.               | «Bliss»          | 4:11     |  |
| 3.               | «Space Dementia» | 6:20     |  |
| 4.               | «Hyper Music»    | 3:21     |  |
| 5.               | «Plug in Baby»   | 3:38     |  |
| 6.               | «Citizen Erased» | 7:21     |  |
| 7.               | «Micro Cuts»     | 3:38     |  |
| 8.               | «Screenager»     | 4:20     |  |
| 9.               | «Darkshines»     | 4:46     |  |
| 10.              | «Feeling Good»   | 3:18     |  |
| 11.              | «Megalomania»    | 4:39     |  |
| 51:35            |                  |          |  |

| Edición japonesa y XX Anniversary RemiXX |               |          |  |
| N.º                                      | Título        | Duración |  |
| 11.                                      | «Futurism»    | 3:26     |  |
| 12.                                      | «Megalomania» | 4:39     |  |
| 55:01                                    |               |          |  |

## Personal

### Muse
- Matthew Bellamy – voz, guitarras, piano, teclados, Piano Wurlitzer en “Feeling Good”, órgano tubular en “Megalomania”.
- Christopher Wolstenholme – bajo, coros, vibráfono, contrabajo en “Feeling Good”.
- Dominic Howard – batería, percusión.

### Músicos de orquesta
- Jacqueline Norrie – violín
- Sara Herbert – violín
- Clare Finnimore – viola
- Caroline Lavelle – violonchelo